# Vickers Vanguard
Dimensions
Le Vickers Vanguard Type 950 a été un avion de ligne à turbopropulseurs moyen-courrier, lancé en 1959 par Vickers-Armstrong, dont la conception a été issue en partie de celle du Vickers Viscount, un avion similaire lancé une décennie auparavant.
Le Vanguard a été lancé juste avant l'introduction en masse des avions à réacteurs, et par conséquent ses ventes en souffrirent considérablement, puisque seulement 43 appareils furent construits, dont l'immense majorité pour British European Airways (BEA) et Trans-Canada Airlines (TCA).
Après dix années de service, TCA convertit expérimentalement un de ses appareils en cargo, et l'appela Cargoliner. Cette conversion eut un succès tel que la plupart des appareils de TCA furent ainsi transformés au début des années 1970. BEA emboîta le pas de la compagnie canadienne et en fit de même avec ses appareils, qui furent appelés Merchantman.
Ces avions cargos sont restés longtemps en service chez ces compagnies, et c'est seulement le 30 septembre 1996 que le dernier appareil immatriculé G-APEP fut retiré du service de British Airways.

## Conception et développement
L'appareil fut conçu selon les exigences de BEA, qui désirait un avion d'une centaine de places pour remplacer les Vickers Viscount. C'est ainsi que le Type 870 fut conçu. 
Après que TCA eut manifesté de l'intérêt pour l'avion, les ingénieurs mirent à jour la conception originale sous le nom de Type 950.
La principale différence entre le Viscount et le Vanguard réside dans le fuselage. Le Vanguard réutilisa la moitié inférieure du fuselage du Viscount, remplaçant la partie supérieure par une coque de plus grand diamètre, augmentant ainsi le volume de chargement de la soute. Cette conception n'est pas sans rappeler celle du Boeing 377 Stratocruiser.
L'augmentation de la masse de l'appareil rendit nécessaire l'utilisation de nouveaux moteurs en lieu et place du Rolls-Royce Dart (1700 ch). Ce fut le Rolls-Royce Tyne de 4 000 ch de puissance nominale qui fut ainsi installé.
Ces moteurs plus puissants autorisèrent un plafond beaucoup plus élevé que celui du Viscount, puisque celui-ci passa du simple au double. Le Vanguard fut l'un des plus rapides appareils équipés de turbopropulseurs, dépassant le Saab 2000 et le DHC-8.
Le premier prototype, un Type 950, effectua son premier vol le 20 janvier 1959, et entra en service en 1961.

## Versions

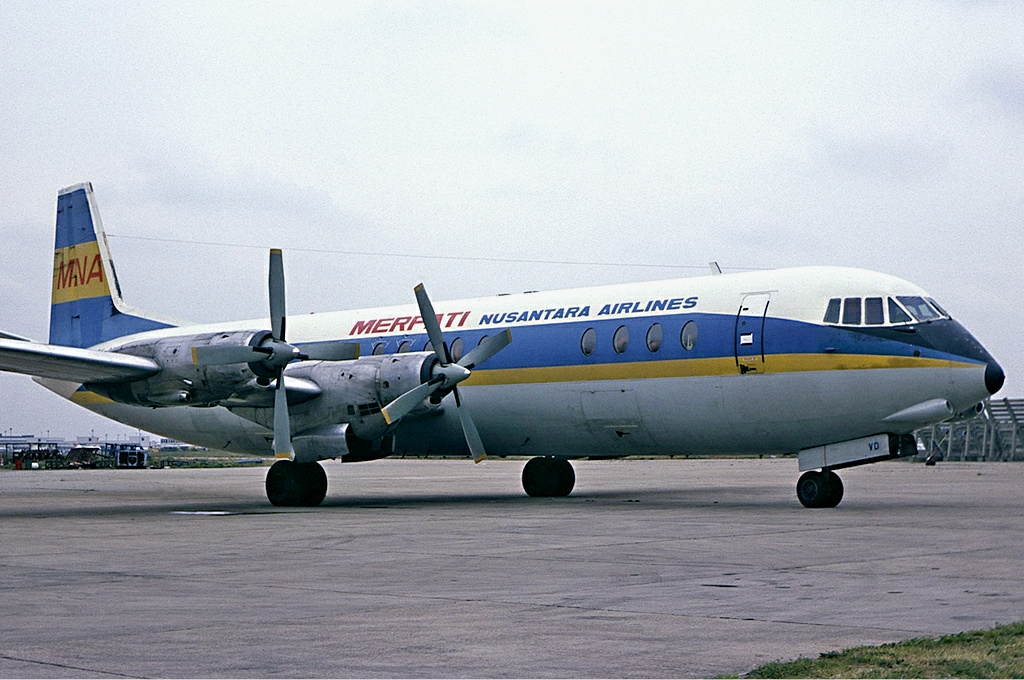
Un Vickers Vanguard Type 953 de la compagnie indonésienne Merpati Nusantara Airlines en 1977

Le Vickers Vanguard fut produit en quatre versions différentes :
- Le Type 951, commandé par BEA à 20 exemplaires, dont seulement 6 furent livrés. Cet appareil comportait 127 places (18 en première, 109 en classe économique).
- Le Type 952, commandé par TCA à 23 exemplaires. Il utilisa des moteurs plus puissants et une structure renforcée par rapport à celle du Type 951.
- Le Type 953, commandé pour remplacer le Type 951 par BEA, reprenant les mêmes moteurs mais la cellule renforcée du Type 952. BEA commanda 14 exemplaires qu'elle utilisa en configuration unique (135 places), même si quelques-uns reprirent la configuration deux classes tu Type 951.
- Le Type 953C Merchantman, qui fut une conversion du Type 953 en cargo. 9 exemplaires ont ainsi été transformés.

## Sources
- (en) Cet article est partiellement ou en totalité issu de l’article de Wikipédia en anglais intitulé « Vickers Vanguard » (voir la liste des auteurs).